# Cantone di Ibarra
Il cantone di Ibarra è un cantone dell'Ecuador che si trova nella provincia dell'Imbabura.
Il capoluogo del cantone è Ibarra.